# Ingrid Coenradie
Ingrid Coenradie (niederländisch: [ˈɪŋ.ɣrɪt kunˈraːdi]; * 21. Dezember 1987 in Rotterdam) ist eine niederländische Unternehmerin und Politikerin. Für die Partei für die Freiheit (PVV) war sie von Juli 2024 bis Juni 2025 Staatssekretärin für Justiz und Sicherheit im Kabinett Schoof.

## Leben
Coenradie ist in Rotterdam geboren und aufgewachsen. Ihr Vater arbeitete als Musiklehrer, wurde aber plötzlich taub, als Coenradie noch klein war. Als Mitglied und Fraktionsvorsitzende von Leefbaar Rotterdam sitzt sie seit 2022 im Stadtrat von Rotterdam, wo ihr Schwerpunkt auf der Sicherheit liegt. Coenradie betonte die Bedeutung der Polizei und verwies auf den sexuellen Übergriff durch ihren Chef in einem Sandwich-Laden im Alter von 13 Jahren. Im Juli 2023 wurde sie Fraktionsvorsitzende ihrer Partei. Sie arbeitet auch als Klavierlehrerin.
Nachdem die PVV, die VVD, die NSC und die BBB das Kabinett Schoof gebildet hatten, wurde Coenradie am 2. Juli 2024 als Staatssekretärin für Justiz und Sicherheit vereidigt. Sie wurde von der PVV nominiert. Am 3. Juni 2025 schied die Partij voor de Vrijheid aus der Regierung und sie somit aus ihrem Amt aus.